# Найбільша довжина судна

Найбільша довжина судна (LOA) і довжина по ватерлінії (LWL)

Найбільша довжина судна (Lmax) — довжина судна, виміряна від найбільш висунутої вперед зовнішньої точки форштевня до найбільш крайньої точки кормового підзору. Є максимальною з усіх вимірювань довжини судна і важлива при виконанні докування судна, а також при розрахунку довжини причалів. У вітрильних суден, як правило, у найбільшу довжину не включається бушприт та інші приробки до корпусу, але, за іншими джерелами, бушприт може включатися до неї.